# Делфина
Делфина је у грчкој митологији име две аждаје.

## Митологија
1. Једна је била змија девојка која је била чувар пећине у Киликији где је Тифон био заробио Зевса и где је склонио његове тетиве, али које су лукави Хермес и његов син Пан или Египан успели да поврате.[1]
2. Друга Делфина је чувала пророчиште у Делфима, које је успео да освоји Аполон.[1] Име ове аждаје је било и Питон. Аполон је због тога добио епитет Делфиније или јер је показао критским колонистима пут ка Делфима јашући делфина или преображен у њега. Храмови овом Аполону (Делфинију) су били посвећени у Атини, Кнососу на Криту, Дидими и Масилији.[2]